# Кондратенко, Пётр Геннадьевич
Пётр Геннадьевич Кондратенко (укр. Кондратенко Петро Геннадійович); (1953) — украинский советский ученый, хирург, доктор медицинских наук (1990), профессор (1994), Заслуженный деятель науки и техники Украины (2007), лауреат Государственной премии Украины (2009), лауреат Премии Национальной академии медицинских наук Украины (2009), доктор медицинских наук, профессор, заведующий кафедрой хирургии и эндоскопии с (1998).

## Биография
Родился 6 апреля 1953 года в г. Донецке в семье врача. В 1970 году с золотой медалью окончил среднюю школу № 1 г. Донецка, а в 1976 году — с отличием Донецкий государственный медицинский институт.
С 1976 по 1977 г.г. проходил интернатуру на базе хирургических отделений городской больницы № 5 г. Макеевки и городской клинической больницы № 16 г. Донецка. В 1977—1978 годах обучался в клинической ординатуре на кафедре торако-абдоминальной хирургии (зав. каф. — акад. А. А. Шалимов) Киевского института усовершенствования врачей (ныне — Национальная медицинская академия последипломного образования им. П. Л. Шупика). С 1978 по 1979 г. работал врачом-хирургом, а с 1979 по 1985 год — заведующим вторым хирургическим отделением городской клинической больницы № 16 г. Донецка. С 1985 года — ассистент, с 1991 г. — профессор, с 1998 г. — заведующий кафедрой хирургии и эндоскопии Донецкого национального медицинского университета.
В 1977 году защитил кандидатскую диссертацию, а в 1990 году — докторскую. Ученое звание доцента присвоено в 1993 году, профессора — в 1994 году.
Его учителями были талантливые отечественные хирурги — академик НАН и НАМН Украины, профессор А. А. Шалимов, член-корреспондент НАН и НАМН Украины, профессор В. Ф. Саенко, заслуженный работник высшей школы Украины, профессор В. А. Хараберюш.
Профессор П. Г. Кондратенко является автором более 500 научных работ, в том числе 2 учебников для студентов, 9 руководств и монографий, 13 учебных пособий.
Основные направления научных исследований — малотравматичная хирургия, диагностика и лечение заболеваний поджелудочной железы, внепеченочных желчных протоков, острых и хронических заболеваний органов брюшной полости, брюшной стенки, гнойно-септических заболеваний и осложнений.
Профессор П. Г. Кондратенко является соавтором автоматизированной аттестационной системы Министерства здравоохранения Украины «лечебное дело» (1994), а также организатором проведения первого на Украине государственного выпускного экзамена по хирургическим болезням с использованием тестового контроля (1996).
С 1998 года является руководителем группы экспертов центра тестирования при Министерстве здравоохранения Украины и председателем методической комиссии по хирургическим дисциплинам Донецкого национального медицинского университета, а с 2010 г. — членом проблемной комиссии «хирургия» Министерства здравоохранения и Национальной академии медицинских наук Украины.
Профессор П. Г. Кондратенко с 2003 г. по 2014 г. был членом комиссии по медицине научно-методического совета Министерства образования и науки Украины, а с 2008 г. по 2011 г. — членом экспертного совета по хирургическим дисциплинам ВАК при Кабинете Министров Украины.
Профессор П. Г. Кондратенко является одним из авторов Государственных стандартов высшего медицинского образования Украины по специальности «медицина» (2002 г.).
Под редакцией профессора П. Г. Кондратенко впервые на Украине изданы учебные пособия: «Сборник тестовых заданий по хирургическим болезням», «Врачебные манипуляции», «Неотложные состояния», рекомендованные Министерством здравоохранения Украины (2001—2002 гг.). В 2003 г. впервые на Украине выпущены электронные версии этих учебных пособий.
В 2006 году под редакцией профессора П. Г. Кондратенко впервые на Украине издан учебник «Хирургические болезни», а в 2009 году — «Хирургия», построенные по синдромному принципу, для студентов старших курсов высших медицинских учебных заведений Украины IV уровня аккредитации, рекомендованные Министерством здравоохранения Украины.
С 2000 года по инициативе и при непосредственном участии профессора П. Г. Кондратенко на кафедре начато обучение врачей по специальности «эндоскопия» (первичная специализация, предаттестационный цикл).
Профессор П. Г. Кондратенко внес большой вклад в организацию и совершенствование специализированной медицинской помощи населению города и области. При его непосредственном участии в клинике и больнице были созданы городские специализированные центры по лечению больных с острым кровотечением в просвет органов пищеварительного канала и с обтурационной желтухой, отделения: проктологии, неотложной эндоскопии, интенсивной терапии, ультразвуковой диагностики, гипербарической оксигенации, гастроэнтерологии, эфферентных методов лечения, бактериологическая лаборатория.
С 2002 года П. Г. Кондратенко является председателем Ассоциации хирургов Донецкой области, а с 2005 г. — членом правления Ассоциации хирургов Украины.
Профессор П. Г. Кондратенко является главным редактором всеукраинского научно-практического журнала «Украинский журнал хирургии», членом редакционного совета научно-практических журналов «Клиническая хирургия», «Хирургия Украины», «Харьковская хирургическая школа», «Научный вестник Ужгородского университета. Серия медицина», «Университетская клиника», «Новообразования», «Практическая медицина», «Вестник неотложной и восстановительной медицины».
По инициативе профессора П. Г. Кондратенко в г. Донецке были проведены: ХХ юбилейный Конгресс Ассоциации гепатопанкреатобилиарных хирургов стран СНГ «Актуальные проблемы хирургической гепатологии» (18-20.09.2013 г.), а также четыре Всеукраинские научно-практические конференции с международным участием: «Актуальные вопросы диагностики и лечения острых хирургических заболеваний органов брюшной полости» (14-16.09.2005 г. и 12-14.09.2007 г.), «Актуальные проблемы хирургии» (13-15.05.2009 г.), «Актуальные проблемы хирургической гастроэнтерологии» (12-13.05.2011 г.).
В 1973 году П. Г. Кондратенко признан победителем Всесоюзного конкурса на лучшую студенческую научную работу и награждён медалью Министерства высшего и среднего специального образования СССР «За лучшую научную работу студентов».
В 2002 г. за разработку и широкое внедрение в практику здравоохранения малотравматичных (эндоскопических, лапароскопических и пунционных под контролем ультразвука) методов диагностики и лечения заболеваний органов брюшной полости профессор П. Г. Кондратенко был удостоен звания лауреата Международного Академического Рейтинга популярности и качества «Золотая Фортуна».
В 2003 году профессор П. Г. Кондратенко за значительный вклад в создание «Золотого интеллектуального фонда Донбасса» награждён Почетным дипломом Донецкой областной государственной администрации, Донецкого областного совета и Совета ректоров ВУЗов Донецкого региона.
В 2007 г. Указом Президента Украины профессору П. Г. Кондратенко присвоено почетное звание «Заслуженный деятель науки и техники Украины».
В 2009 г. за серию научных работ «Лечение желудочно-кишечных кровотечений с применением современных хирургических и миниинвазивных эндоскопических технологий» профессору П. Г. Кондратенко присуждена премия Национальной академии медицинских наук Украины в области клинической медицины.
В 2009 г. за цикл научных работ «Разработка и внедрение новых методов диагностики и хирургического лечения заболеваний поджелудочной железы» профессору П. Г. Кондратенко присуждена Государственная премия Украины в области науки и техники.
Научно-педагогическая, лечебная и общественная деятельность П. Г. Кондратенко неоднократно отмечалась Почетными грамотами Министерства здравоохранения Украины, Национальной академии медицинских наук Украины и городского головы г. Донецка.
Профессор П. Г. Кондратенко является членом правления Ассоциации гепатопанкреатобилиарных хирургов стран СНГ, членом Международной и Европейской ассоциации панкреатологов, Европейской ассоциации эндоскопических хирургов, Ассоциации хирургов им. Н. И. Пирогова (Москва), Российского научного общества «Эндоскопическая хирургия», Нью-Йоркской академии наук. Краткие библиографические данные профессора П. Г. Кондратенко неоднократно публиковались в сборниках «Кто есть кто» Международного библиографического центра (Кембридж, Англия) и Американского библиографического института (США).

## Награды и отличия
- Заслуженный деятель науки и техники Украины — 2007
- Государственная премия Украины в области науки и техники — 2009